# Cantonul Évreux-Ouest
Cantonul Évreux-Ouest este un canton din arondismentul Évreux, departamentul Eure, regiunea Haute-Normandie, Franța.

## Comune
| Comune                     | Populație (1999) | Cod poștal | Cod INSEE |
| -------------------------- | ---------------- | ---------- | --------- |
| Arnières-sur-Iton          | 1 500            | 27180      | 27020     |
| Aulnay-sur-Iton            | 590              | 27180      | 27023     |
| Caugé                      | 746              | 27180      | 27132     |
| Claville                   | 1 031            | 27180      | 27161     |
| Évreux                     | 51 198 (1)       | 27000      | 27229     |
| Saint-Sébastien-de-Morsent | 3 812            | 27180      | 27602     |